# Orthocentrus semiflavus
Orthocentrus semiflavus là một loài tò vò trong họ Ichneumonidae.